# Brissus agassizii
Brissus agassizii is een zee-egel uit de familie Brissidae.
De wetenschappelijke naam van de soort werd in 1885 gepubliceerd door Ludwig Döderlein.